# Дулу
 Тази статия е за групата тюркски народи.  За тюркския каган вижте Дулу (каган).  
Дулу са група тюркски народи, живели в Джунгария през VII век.
Ядрото на съществувалия от 603 до 704 година Западнотюркски каганат са т.нар. Десет стрели - десет народа, обособени в две групи дулу, северно от река Или, и нушиби на юг от нея. Двете групи често влизат в конфликти, оспорвайки си политическото върховенство в каганата.
Според китайските източници групата дулу включва 5 народа:
- чумукун (处木昆) – кимаци
- хулудзю (胡禄居)
- шъшъти (摄舍提)
- туцишъ (突骑施) – тюргеши
- шунишъ (鼠尼施)